# Жахенберц
Жахенберц (словен. Žahenberc) је насељено место у општини Рогатец, Савињска регија, Словенија.

## Историја
До територијалне реорганизације у Словенији био је у саставу старе општине Шмарје при Јелшах.

## Становништво
У попису становништва из 2011. године, Жахенберц је имао 269 становника.
| Број становника према пописима | Број становника према пописима | Број становника према пописима |
| ------------------------------ | ------------------------------ | ------------------------------ |
| 1991                           | 2002                           | 2011                           |
| 284                            | 285                            | 269                            |

Напомена: Године 2012. извршена је мања размена територија између насеља Тлаке и Жахенберг, а 2016. између насеља Лог и Жахенберга.